# Abel Braconnier
Abel Elie Joseph Braconnier (Loverval, 18 februari 1870 - Roux, 29 maart 1936) was een Belgisch senator en burgemeester.

## Levensloop
Braconnier studeerde aan de normaalschool van Couvin en was 35 jaar lang onderwijzer en daarna schooldirecteur in Gilly, sinds 1977 een deelgemeente van Charleroi. Tijdens de Eerste Wereldoorlog maakte hij deel uit van een lokale stuurgroep voor sociale hulpverlening aan arbeiders.
In 1925 ging hij op pensioen, waarna hij politiek actief werd. Op verzoek van de lokale afdeling van de socialistische Belgische Werkliedenpartij was hij lijsttrekker bij de gemeenteraadsverkiezingen van 1926. Braconnier werd verkozen tot gemeenteraadslid en werd begin 1927 voorgedragen als burgemeester, hetgeen hij bleef tot aan zijn dood in maart 1936. Als burgemeester voerde Braconnier een ambitieus programma door en gold hij als een gematigde figuur die zich bekommerde om het algemeen belang.
In de zomer van 1932 wist hij tijdens de hevige algemene stakingen in de industriebekkens in Henegouwen de rust in zijn gemeente te bewaren, door een dialoog tussen stakende mijnwerkers en ordediensten op poten te zetten. Hierdoor werd hij opgemerkt door Paul Pastur en Léon Matagne, beiden leidende figuren binnen de socialistische federatie van het arrondissement Charleroi, en werd hij bij de parlementsverkiezingen later jaar gevraagd om op de Senaatslijst voor het arrondissement Charleroi-Thuin te gaan staan. Hij raakte verkozen en was tot aan zijn plotse overlijden in maart 1936 rechtstreeks gekozen senator.
In de Senaat was Braconnier betrokken bij de discussies over de begrotingen voor binnenlandse zaken en openbaar onderwijs. Daarnaast toonde hij een bijzondere interesse voor de financiële situatie van gemeenten die zwaar getroffen waren door de economische crisis van de jaren 1930 en de arbeidsvoorwaarden van leerkrachten
In Gilly is er een Rue Elie Braconnier.